# Tamarix tetrandra
Espèce
Classification phylogénétique
Tamarix tetrandra, le Tamaris à quatre étamines ou le Tamaris de printemps, est une espèce de plante de la famille des Tamaricaceae et du genre Tamarix.

## Description
Tamarix tetrandra est un arbuste ou un arbre qui atteint une hauteur de 3 mètres, avec des branches arquées presque noires et de minuscules feuilles caduques en forme d'écailles disposées le long des branches. Ses racines pénètrent profondément jusqu’au niveau de la nappe phréatique.
Elle produit des grappes de fleurs rose pâle en mai. Les gousses de cinq à six millimètres de long, qui s'ouvrent en épis, mûrissent en juillet. Le fruit est une capsule à trois enveloppes de 3 à 5 mm de long, étroitement conique, blanc verdâtre, avec de nombreuses graines.

## Répartition
Tamarix tetrandra est présent dans le sud-est de l'Europe, en Bulgarie, en Crimée et en Turquie.
Cette plante est particulièrement associée aux zones côtières tempérées, mais peut également être cultivée à l’intérieur des terres dans une position ensoleillée et protégée des vents hivernaux.

## Parasitologie
La feuille a pour parasites Egira anatolica (sv), Tuponia hippophaes, Diorhabda elongata, Phyllocoptes bilobospinosus, Brevicoryne brassicae. La tige a pour parasites Brachyunguis tamaricis (sv), Psectrosema tamaricis (sv), Parthenolecanium corni (sv).